# Viêm đường tiết niệu dưới ở mèo
Viêm đường tiết niệu dưới ở mèo (có tên viết tắt FLUTD, tiếng Anh:Feline lower urinary tract disease) là một thuật ngữ rộng được sử dụng để bao gồm một số tình trạng liên quan đến đường tiết niệu dưới của mèo. Nó có thể xuất hiện như bất kỳ một trong một loạt các vấn đề như viêm bàng quang hoặc niệu đạo, hình thành các tinh thể hoặc sỏi tiết niệu trong bàng quang và tắc nghẽn một phần hoặc toàn phần niệu đạo. Tình trạng thứ hai còn được gọi là hội chứng tắc nghẽn dương vật. Chứng bệnh này hoàn toàn có thể gây tắc nghẽn hoàn toàn niệu đạo gây tử vong cho mèo nếu không được chữa trị.
FLUTD là một bệnh phổ biến ở mèo trưởng thành, ảnh hưởng từ 0,5% đến 1% tổng số mèo. FLUTD ảnh hưởng đến mèo của cả hai giới, nhưng có xu hướng nguy hiểm hơn ở giống đực vì chúng dễ bị tắc nghẽn do niệu đạo dài hơn và hẹp hơn. Rối loạn đường tiết niệu có tỷ lệ tái phát cao, và một số mèo có vẻ dễ bị các vấn đề tiết niệu hơn những con khác. Thuật ngữ cũ hơn, hội chứng tiết niệu mèo (FUS) đã được đổi tên để ngăn cản nhận thức rằng các dấu hiệu lâm sàng nhìn thấy đại diện cho một căn bệnh với một nguyên nhân duy nhất.

## Nguyên nhân
Sỏi niệu đạo: Khoảng 15-20% trường hợp bệnh FLUTD là do sỏi niệu, với dạng phổ biến nhất là sỏi calci oxalat và struvite (magnesi amoni phosphat). Đa số sỏi niệu nằm trong bàng quang tiết niệu, nhưng cũng có thể hình thành ở thận, niệu quản và niệu đạo.